# 吳熊光
吳熊光（1750年—1833年），字槐江，江蘇省蘇州府昭文縣人，清朝政治人物，官至總督。乾隆舉人，授內閣中書，充軍機章京。歷任刑部郎中、御史、通政司參議，官至總督。嘉慶初年為和珅所忌，出為直隸布政使。
吳熊光在清仁宗親政後被升為河南巡撫，嘉慶六年（1801年）升授湖廣總督，次年加太子少保。他在1805年12月12日－1809年1月6日期間接替那彥成擔任兩廣總督。
嘉慶十三年（1808年）八月，英國兵艦駛進黃埔，吳熊光以英人志在貿易，不願輕率用兵。英船到十月始陸續離開，朝廷不滿吳熊光在此事件表現軟弱，把他遞職，一度遣他戍伊犁，召還後授兵部武選司主事，熊光以生病為理由請求退休。道光八年（1828年）加四品卿銜。道光十三年（1833年）在家中去世，享年84歲。

## 著作
熊光晚年著《伊江別錄》、《春明補錄》、《葑溪筆錄》三書，記錄所聞名臣言行。
| 前任： 那彥成 | 兩廣總督 任職期間：1805年12月12日－1809年1月6日 | 繼任： 永保 (清) |

## 延伸阅读
[在维基数据编辑]
 《清史稿/卷357》，出自趙爾巽《清史稿》